# Norbert Lisowski

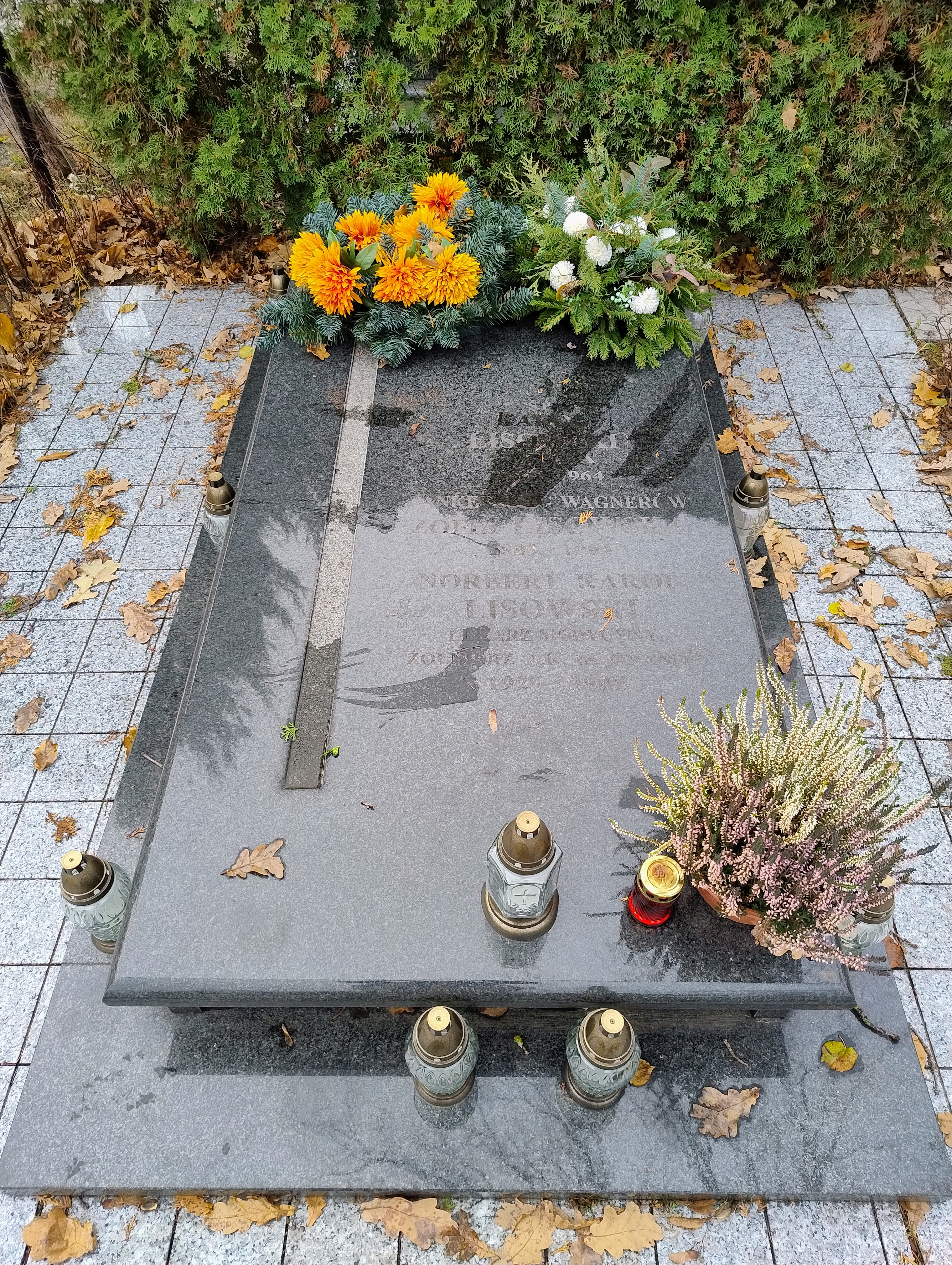
Grób Norberta Lisowskiego na Cmentarzu Komunalnym w Ełku (2024)

Norbert Karol Lisowski (ur. 30 października 1927 w Grudziądzu, zm. 11 października 2006 w Ełku) – polski lekarz radiolog, żołnierz Armii Krajowej.

## Życiorys
W latach 1941–1945 należał do Szarych Szeregów oraz był żołnierzem Pułku Strzelców Podhalańskich Grupy Operacyjnej „Śląsk Cieszyński” Armii Krajowej (pseudonim „Granit”). W 1944 był przesłuchiwany przez Gestapo. W 1945 aresztowany przez Urząd Bezpieczeństwa.
W latach 1946–1951 studiował medycynę na Wydziale Lekarskim Uniwersytetu Warszawskiego. Dyplom lekarza otrzymał w 1952 na Akademii Medycznej w Warszawie, uzyskując później specjalizację w radiologii. Otrzymał nakaz pracy w Szpitalu Powiatowym w Ełku. Pracował tam jako asystent oddziału wewnętrznego, kierownik działu pomocy doraźnej lecznictwa otwartego, kierownik pracowni RTG, dochodząc do stanowiska ordynatora Oddziału Zakaźnego Szpitala Powiatowego w Ełku. Następnie pracował jako Powiatowy Inspektor Sanitarny, kierownik Wydziału Zdrowia oraz dyrektor Zespołu Opieki Zdrowotnej. Dojeżdżał do pracy także w Gołdapi i Grajewie. Przez 25 lat udzielał kombatantom bezpłatnych porad lekarskich.
Z żoną Joanną Lisowską z domu Bitner (1928–2019) miał dwóch synów: Gustawa, inżyniera budowy samochodów oraz Pawła, ekonomistę.

## Wyróżnienia i upamiętnienia
Odznaczony: Krzyżem Kawalerskim Orderu Odrodzenia Polski, Złotym Krzyżem Zasługi, Krzyżem Walecznych, Krzyżem Armii Krajowej, Krzyżem Partyzanckim, Krzyżem Zasługi z Mieczami, Krzyżem Kampanii Wrześniowej, Krzyżem „Za Zasługi dla ZHP” z Mieczami, 4-krotnie Medalem „Za zasługi dla obronności kraju”, Medalem Srebrnym i Brązowym „Za wrzesień 1939”, odznakami „Weteran Walk o Wolność i Niepodległość Ojczyzny”, „Syn Pułku”, „Burza”.

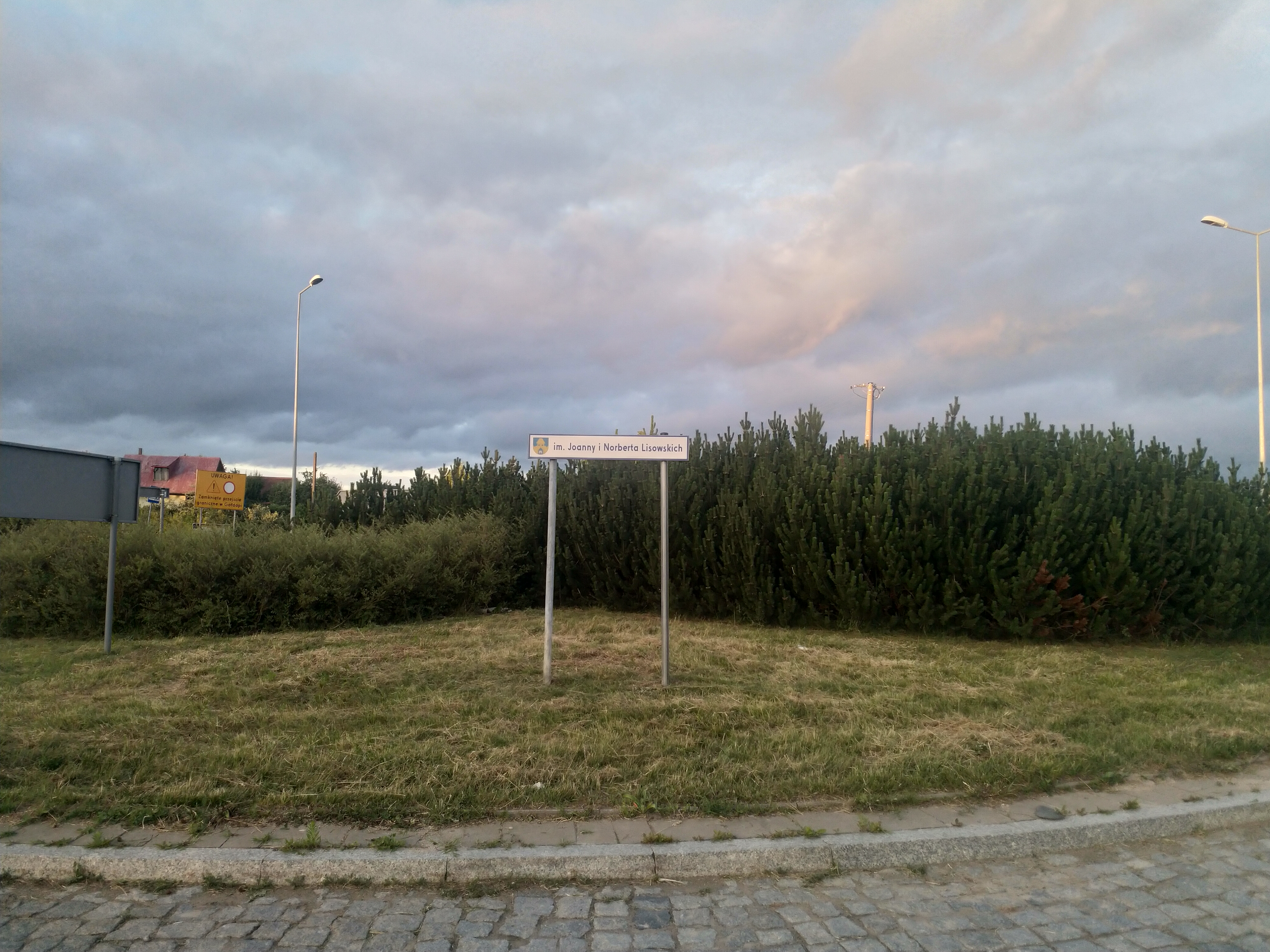
Rondo im. Joanny i Norberta Lisowskich w Ełku (2024)

W 2023 rada gminy Ełk zdecydowała o nadaniu rondu stanowiącemu skrzyżowanie drogi krajowej nr 65 z drogą krajową nr 16 nazwę: „Rondo im. Joanny i Norberta Lisowskich”.